# Подірей
Подірей (рум. Podirei) — село у повіті Бистриця-Несеуд в Румунії. Входить до складу комуни Шієу-Мегеруш.
Село розташоване на відстані 327 км на північний захід від Бухареста, 12 км на захід від Бистриці, 67 км на північний схід від Клуж-Напоки.

## Населення
За даними перепису населення 2002 року у селі проживали 119 осіб. Рідною мовою 118 осіб (99,2%) назвали румунську.
Національний склад населення села:
| Національність | Кількість осіб | Відсоток |
| -------------- | -------------- | -------- |
| румуни         | 110            | 92,4%    |
| цигани         | 8              | 6,7%     |